# Bergsjötjärnen (Anundsjö socken, Ångermanland)
Bergsjötjärnen är en sjö i Örnsköldsviks kommun i Ångermanland och ingår i Ångermanälvens huvudavrinningsområde.